# Get Back (ASAP)
Pour les articles homonymes, voir Get Back (homonymie) et ASAP.
Singles de Alexandra Stan
Mr. Saxobeat
(2010) One Million
(2011)
Get Back (ASAP) est le troisième single de la chanteuse Alexandra Stan. 
Il est sorti officiellement le 19 mars 2011, sur le profil Facebook d'Alexandra Stan.

## Succès
En France, sa meilleure position dans le classement SNEP est la 18e place.
En Roumanie, sa meilleure position dans le classement Romanian Top 100 est la 4e place.

## Clip
Le clip est la suite de celui de Mr. Saxobeat.
Alexandra s'assoit sur une chaise en contre-jour et retire lentement la tenue de policier qu'elle portait à la fin de Mr. Saxobeat pour mettre une robe rouge. Elle descend ensuite des escaliers menant vers un saloon mexicain. Là, elle monte sur une petite scène et commence à y chanter devant une clientèle de « cow-boys ». Un homme imposant entre pour jouer aux cartes, tout le monde refuse sauf Alexandra qui s'est changée (short, chemise) ; elle pose comme lui de l'argent sur la table et ils commencent un poker. Deux policiers (ceux de Mr. Saxobeat) entrent et pointent leur arme sur Alexandra (dans le clip de Mr. Saxobeat, Stan s'était évadée d'un poste de police). Les clients défendent Alexandra et à la scène dégénère en bagarre générale. Le clip s'achève avec un flashback d'Alexandra s'enfuyant pendant la bagarre avec l'argent du poker alors qu'un des policiers, assis au bar avec son collègue, jette son poing vers la caméra de dépit.

## Liste des pistes
- France Téléchargement digital

1. Get Back (ASAP) – 3:29

- Téléchargement digital single[1]

1. Get Back (ASAP) [Radio edit] – 3:30
2. Get Back (ASAP) [Extended version] – 4:26

- Téléchargement digital

1. Get Back (ASAP) [UK Radio Edit] - 2:12
2. Get Back (ASAP) [Radio Edit] - 3:29
3. Get Back (ASAP) [Extended Version] – 4:26
4. Get Back (ASAP) [Rudedog Main Mix] - 6:19
5. Get Back (ASAP) [Rudedog Rude Mix] - 6:23
6. Get Back (ASAP) [Frisco Remix] - 5:11
7. Get Back (ASAP) [Studio Club Radio Edit] - 3:21
8. Get Back (ASAP) [Studio Club Mix] - 4:15

## Crédits et personnels
- Chanteuse – Alexandra Stan
- Réalisateur artistiques – MAAN STUDIO
- Music – André Nemirschi, Marcel Prodan
- Parole – André Nemirschi, Marcel Prodan
- Label – Play On / Jeff Records

## Performance dans les hit-parades
| Classement (2011)                             | Meilleure position |
| --------------------------------------------- | ------------------ |
| Autriche (Ö3 Austria Top 40)                  | 27                 |
| Belgique (Flandre Ultratip 100)               | 10                 |
| Belgique (Wallonie Ultratop 50 Singles)       | 28                 |
| Tchéquie (IFPI Rádio)                         | 5                  |
| Danemark (Tracklisten)                        | 20                 |
| Finlande (Suomen virallinen lista)            | 8                  |
| France (SNEP)                                 | 18                 |
| Hongrie (Dance Top 40)                        | 20                 |
| Hongrie (Rádiós Top 40)                       | 8                  |
| Israël (Media Forest)                         | 10                 |
| Pays-Bas (Nederlandse Top 40)                 | 18                 |
| Pologne (Dance Top 50)                        | 14                 |
| Roumanie (Top 100)                            | 4                  |
| Slovaquie (IFPI Rádio)                        | 1                  |
| Espagne (PROMUSICAE)                          | 14                 |
| Suisse (Schweizer Hitparade)                  | 23                 |
| Royaume-Uni (UK Dance Chart)                  | 8                  |
| Royaume-Uni Singles (Official Charts Company) | 56                 |
| États-Unis (Billboard Hot Dance Airplay)      | 1                  |

| Classement (2011)               | Position |
| ------------------------------- | -------- |
| Hongrie Airplay Chart           | 77       |
| Pologne Classement single dance | 41       |
| Roumanie Top 100                | 41       |

## Historique de sortie
| Pays        | Date             | Format                 | Label                        |
| ----------- | ---------------- | ---------------------- | ---------------------------- |
| France      | 28 mars 2011     | Téléchargement digital | Play On, Jeff                |
| Espagne     | 17 mai 2011      | Téléchargement digital | Blanco y Negro               |
| Belgique    | 20 mai 2011      | Téléchargement digital | MediaPro Music, ARS          |
| Italie      | 5 juillet 2011   | Téléchargement digital | EGO Italy                    |
| Italie      | 30 août 2011     | CD single              | EGO Italy                    |
| États-Unis  | 10 octobre 2011  | Téléchargement digital | Ultra Records                |
| Royaume-Uni | 18 décembre 2011 | Téléchargement digital | All Around the World Records |
| Allemagne   | 2 décembre 2011  | CD single              | Sony Music                   |